# NGC 3075
NGC 3075 ist eine Spiralgalaxie vom Hubble-Typ Sc im Sternbild Löwe am Nordsternhimmel. Sie ist schätzungsweise 156 Millionen Lichtjahre von der Milchstraße entfernt. Die Entfernungsmessungen basierend auf den Radialgeschwindigkeiten stimmen nicht mit den rotverschiebungsunabhängigen Entfernungsschätzungen von 214 ± 8 Millionen Lichtjahren überein.
Das Objekt wurde am 18. März 1836 von John Herschel entdeckt.